# Епархия Савона-Ноли
Епархия Савона-Ноли (лат. Dioecesis Savonensis-Naulensis, итал. Diocesi di Savona-Noli) епархия Римско-католической церкви, в составе митрополии Генуи, входящей в церковную область Лигурия. В настоящее время епархией управляет епископ Витторио Лупи. Викарный епископ – Андреа Джусто. Почетный епископ – кардинал Доменико Кальканьо.
Клир епархии включает 126 священников (78 епархиальных и 48 монашествующих священников), 8 диаконов, 48 монахов, 408 монахинь.
Адрес епархии: Piazza Vescovato, 13\r - 17100 Savona.

## Территория
В юрисдикцию епархии входят 71 приход в 17 коммунах Лигурии: 16 в провинции Савона (восточная часть) —  Альбизола-Суперьоре, · Альбиссола-Марина, Берджеджи, Каличе-Лигуре, Челле-Лигуре, Финале-Лигуре, Ноли, Орко-Фельино, Куилиано, Риальто, Савона, Споторно, Стелла, Вадо-Лигуре, Варацце и Вецци-Портио; 1 в провинции Генуя (западная часть) — Коголето.
Все приходы образуют 5 деканатов: Альбизола-Стелла, Финале-Лигуре-Ноли, Савона, Варацце и Вадо-Лигуре.
Кафедра епископа находится в городе Савона в церкви Санта Мария Ассунта; в городе Ноли находится сокафедральный собор Собор Святого Петра.

## История
Кафедра Савона была основана в X веке, став преемницей древней епархии Вадо. Первоначально епархия была епископством-суффраганством архиепархии Милана.
Кафедра Ноли была основана в 1239 году на территории епархии Савона и, объединённая с епархией Бруньято под руководством одного архиерея, являлась епископством-суффраганством архиепархии Генуи.
13 августа 1245 года буллой Cum olim Папы Иннокентия IV единое руководство над епархиями Ноли и Бруньято упразднялось; епископу новой епархии, как и всем его преемника, в качестве компенсации, были определены доходы от монастыря Святого Евгения.
В 1327 году епископ Фредерик Чибо наложил интердикт на жителей города Савона, где споры между гвельфами и гибеллинами переросли в открытые столкновения. Интердикт продлился до 1336 года, когда Папа Бенедикт XII отменил его, несмотря на то, что насилие не прекратилось.
24 января 1502 года епархии Савона и Ноли были объединены под одним руководством на короткое время.
В 1536 году молодому фермеру Антонио Ботта 18 марта и 8 апреля являлась Богоматерь. На месте явления была построена церковь Мадонна делла Мизерикордия (Богоматери Милосердия).
В 1545 году старый собор Савоны и монастырь были снесены, чтобы освободить место для крепости. Кафедра была перенесена сначала в церковь Святого Павла, а в 1550 году в церковь Святого Франциска, получившей статус собора, несмотря на протесты общины францисканцев, ранее управлявшей храмом.
В 1572 году Леонардо Трукко, епископ Ноли перенес кафедру из древней церкви Святого Парагония в церковь Святого Петра, получившую таким образом статус собора.
5 апреля 1806 года епархия Савона вошла в митрополию Генуи.
Две епархии вновь были объединены под руководством одного епископа буллой Dominici gregis Папы Пия VII от 25 ноября 1820 года.
Два епископа Савоны были избраны Папами: Иннокентий VIII и Юлий II.

## Ординарии епархии

### Кафедра Савоны
| - Бенедетто (упоминается в 680); - Бернардо (упоминается в 992); - Джованни I (упоминается в 999); - Ардемано (упоминается в 1014); - Антеллино (упоминается в 1028); - Бриссиано (упоминается в 1046); - Блаженный Амико (упоминается в 1049); - Джордано (упоминается в 1080); - Пьетро Гроссолано (1098 — 1102) — назначен архиепископом Милана; - Пьетро Гроссолано (1116 — 6.8.1117) — вторично; - Гульельмо (1117 — 1119); - Блаженный Оттавиано (1119 — 1128) — бенедиктинец; - Альдицио (1128 — после 1142); - Блаженный Видоне Ломелло (упоминается в 1179); - Амброджо дель Карретто (1183 — 1192); - Бонифачо I (1193 — после 1199); - Гвала (упоминается в 1199); - Антонио I де Салюцци (упоминается в 1200); - Пьетро (упоминается в 1206); - Блаженный Альберто Кальви ди Чилавенья (1221 — 1230); - Энрико (1230 — после 1239); - Бонифачо II (1251 — 1251); - Коррадо ди Анчиза (1251 — после 1264); - Руффино Коломбо (1278 — 1287); - Энрико Понзони (1288 — после 1292); - Грегорио (1297); - Гвальтьеро ди Маус (1303) — доминиканец; - Джакомо Кадаренго (1305 — после 1311); - Федерико Чибо (1317 — 1342); - Поало Герардо де Васкони (1342 — 1355 или 1356) — августинец; | - Антонио II де Салюцци (1356 — 1380) — назначен архиепископом Милана; - Доменико ди Ланье (1380 — 1384) — доминиканец; - Антонио Вьяле (1384 — 1394); - Джованни Фирмони (1394 — 22.1.1406) — назначен епископом Асколи-Пичено; - Филиппо Оджерио (5.6.1406 — 1411) — назначен титулярным архиепископом Дамаска; - Пьетро Спинола (29.10.1411 — 1414) — назначен епископом Узелли; - Винченцо Виале (2.7.1415 - 1442; - Валерио Кальдерина (6.2.1442 — 5.11.1466) — назначен епископом Альбенги; - Джованни Баттиста Чибо (5.10.1466 — 16.09.1472) — назначен епископом Мольфетты, избран Папой под именем Иннокентия VIII; - Пьетро Гара (16.9.1472 — 1499) — доминиканец; - Джулиано делла Ровере (20.9.1499 — 24.1.1502) — апостольский администратор, назначен епископом Верчелли, избран Папой под именем Юлия II; - Галеотто делла Ровере (24.1.1502 — 1504); - Джакомо Джуппо делла Ровере (6.3.1504 — 1510); - Рафаэль Риарио (5 декабря 1511 — 9 апреля 1516); - Томмазо Риарио (9.4.1516 — 30.6.1528); - Агостино Спинола (17.7.1528 — 18.10.1537) — апостольский администратор; - Джакомо Фиески (22.10.1537 — 1545 или 1546); - Николо Фиески (12.2.1546 — 1562); - Карло Гримальди (1562 — 1564); - Николо Фиески (1564 — 1564) — вторично; - Джан Амброджо Фиески (9.7.1564 — 1576); - Чезаре Ферреро (105.1576 — 12.2.1581) — назначен епископом Ивреи; - Доменико Гримальди (12.2.1581 — 14.3.1584) — назначен епископом Кавайллона; - Джованни Баттиста Чентурионе (8.6.1584 — 1587); - Пьер Франческо Коста (1587 — 29.11.1624) — назначен епископом Альбенги; - Франческо Мария Спинола (8.6.1624 — 8.8.1664) — театинец; - Стефано Спинола (15.12.1664 — 1682) — сомаскинец; - Винченцо Мария Дураццо (1683 — 3.6.1722) — театинец; - Агостино Спинола (23.9.1722 — 16.10.1755); - Оттавио Мария де Мари (15.12.1755 — 27.3.1775); - Доменико Мария Джентиле (29.1.1776 — 24.9.1804) - Винченцо Мария Аджиоли (24.9.1804 — 29.1.1820); - Джузеппе Айренти (2.10.1820 — 25.11.1820) — назначен епископом Савоны и Ноли. |  |

### Кафедра Ноли
| - Гульельмо (1239 — 1248); - Филиппо (1248 — 1262); - Николо (упоминается в 1262); - Пасторе (упоминается в 1263); - Уголино (упоминается в 1292 и в 1293); - Леонардо Фиески (1303 - 1317) — апостольский администратор; - Синибальдо (упоминается в 1317); - Теодеско (1328 — 1346); - Амедео д'Aльбa (1346 — 1366) — францисканец; - Джованни Фиески (1366 — 1381) — апостольской администратор; - Лукино (1381 — 1396) — назначен епископом Неопатро; - Коррадо да Клоако (1396); - Марко (23.3.1406 — 1437); - Марко Виджерио (1437 — 1447) — францисканец; - Джорджо Фиески (13.2.1447 — 7.8.1448) — апостольский администратор; - Наполеоне Фиески (7.8.1448 — 1459) — назначен епископом Альбенги; - Паоло Джустиниане (24.3.1460 — 1485); - Доменико Ваккьеро (2.12.1485 — 24.1.1502) — назначен епископом Вентимильи; - Галеотто делла Ровере (24.1.1502 — 1503); - Лоренцо Чибо де Мари (1503 — 21.12.1503) — апостольский администратор; | - Антонио Ферреро (8.1.1504 — 13.8.1504) — назначен епископом Губбио; - Джан Франческо Фодерато (23.8.1505 — 1506); - Винченцо Боверио (21.8.1506 — 1519); - Гаспаре Дория (1519); - Винченцо д'Aстe (1525 — 1534); - Джироламо Дория (13.4.1534 — 25.2.1549) — апостольский администратор; - Массимилиано Дория (25.2.1549 — 1572); - Леонардо Трукко (2.6.1572 — 1587); - Тимотео Берарди (12.10.1587 — 1616) — кармелит; - Анджело Маскардо (4.7.1616 - 1645); - Стефано Мартини (19.2.1646 — 1687); - Джакомо Поррата (7.7.1687 — 1699); - Паоло Андреа Борелли (24.5.1700 — 2.3.1710) — барнабиты; - Джузеппе Саули Баргальи (1710 — 10.11.1712); - Марко Джакомо Гандольфо (24.3.1713 — 16.4.1737); - Костантино Серра (7.6.1737 — 9.3.1746) — сомаскинец, назначен епископом Альбенги; - Антонио Мария Ардуини (9.3.1746 — 16.12.1777) — францисканец-конвентуал; - Бенедетто Солари (1.6.1778 — 13.4.1814) — доминиканец; - Sede vacante (1814 — 1819); - Винченцо Мария Маджоло (1819 — 29.1.1820) — апостольский администратор. |  |

### Кафедра Савоны и Ноли
| - Джузеппе Айренти (25.11.1820 — 5.7.1830) — доминиканец, назначен архиепископом Генуи; - Агостино Мария де Мари (15.4.1833 — 14.12.1840); - Алессандро Риккарди ди Нетро (24.1.1842 — 22.2.1867) — назначен архиепископом Турина; - Джованни Баттиста Черрути (22.2.1867 — 21.3.1879); | - Джузеппе Бораджини (12.5.1879 — 30.4.1897); - Джузеппе Сальваторе Скатти (9.1.1898 — 30.6.1926); - Паскуале Ригетти (20.12.1926 — 7.7.1948); - Джованни Баттиста Пароди (14.9.1948 — 15.7.1974); - Франко Сибилла (15.7.1974 — 8.9.1980) — назначен епископом Асти; - Джулио Сангвинети (15.12.1980 — 30.9.1986) — назначен епископом Савона-Ноли. |  |

### Кафедра Савона-Ноли
| - Джулио Сангвинети (30.9.1986 — 7.12.1989) — назначен епископом Ла Специя-Сарцана-Бруньято; - Роберто Амадеи (21.4.1990 — 21.11.1991) — назначен епископом Бергамо | - Данте Ланфранкони (7.12.1991 — 8.9.2001) — назначен епископом Кремоны; - Доменико Кальканьо (25.1.2002 — 7.7.2007) — назначен секретарем Администрации церковного имущества Святого Престола; - Витторио Лупи (с 30 ноября 2007 года — по настоящее время). |  |

## Статистика
На конец 2010 года из 148 808 человек, проживающих на территории епархии, католиками являлись 146 410 человек, что соответствует 98,4% от общего числа населения епархии.
| год  | население | население | население | священники | священники        | священники         | священники                           | постоянные диаконы | монахи  | монахи  | приходы |
| год  | католики  | всего     | %         | всего      | белое духовенство | черное духовенство | число католиков на одного священника | постоянные диаконы | мужчины | женщины | приходы |
| ---- | --------- | --------- | --------- | ---------- | ----------------- | ------------------ | ------------------------------------ | ------------------ | ------- | ------- | ------- |
| 1950 | 130.285   | 131.000   | 99,5      | 287        | 163               | 124                | 453                                  |                    | 147     | 862     | 65      |
| 1970 | 166.163   | 167.000   | 99,5      | 243        | 135               | 108                | 683                                  | 1                  | 123     | 865     | 76      |
| 1980 | 176.700   | 179.395   | 98,5      | 211        | 130               | 81                 | 837                                  | 1                  | 102     | 758     | 77      |
| 1990 | 137.212   | 143.282   | 95,8      | 179        | 115               | 64                 | 766                                  | 1                  | 81      | 663     | 74      |
| 1999 | 139.588   | 143.039   | 97,6      | 143        | 93                | 50                 | 976                                  | 7                  | 61      | 517     | 71      |
| 2000 | 131.659   | 135.806   | 96,9      | 152        | 94                | 58                 | 866                                  | 5                  | 65      | 506     | 71      |
| 2001 | 140.547   | 144.029   | 97,6      | 140        | 91                | 49                 | 1.003                                | 6                  | 56      | 490     | 71      |
| 2002 | 154.500   | 157.571   | 98,1      | 138        | 82                | 56                 | 1.119                                | 6                  | 62      | 461     | 71      |
| 2003 | 156.133   | 158.983   | 98,2      | 133        | 81                | 52                 | 1.173                                | 9                  | 56      | 461     | 71      |
| 2004 | 131.069   | 133.462   | 98,2      | 133        | 80                | 53                 | 985                                  | 9                  | 53      | 421     | 71      |
| 2010 | 146.410   | 148.808   | 98,4      | 126        | 78                | 48                 | 1.161                                | 8                  | 48      | 408     | 71      |